# جرج بارنز (ورزشکار)
جرج بارنز (انگلیسی: George Barnes؛ 1849 – 25 january ۱۹۳۴ (۸۴−۸۵ سال)) ورزشکار اهل بریتانیا بود.
وی در مسابقات کشوری و بین‌المللی در مجموع برندهٔ ۱ مدال برنز شده‌است.